# Saint-Ennemond

Saint-Ennemond este o comună în departamentul Allier din centrul Franței. În 1 ianuarie 2022 avea o populație de 619 de locuitori.